# Samson Koti
Samson Koti (11 dicembre 1991) è un calciatore salomonese, portiere del Solomon Warriors e della Nazionale salomonese.

## Carriera
Ha esordito con la Nazionale salomonese nel 2012.